# Löwenohren
Löwenohr (Leonotis), auch Löwenschwanz genannt, ist eine Pflanzengattung in der Familie der Lippenblütler (Lamiaceae).

## Beschreibung

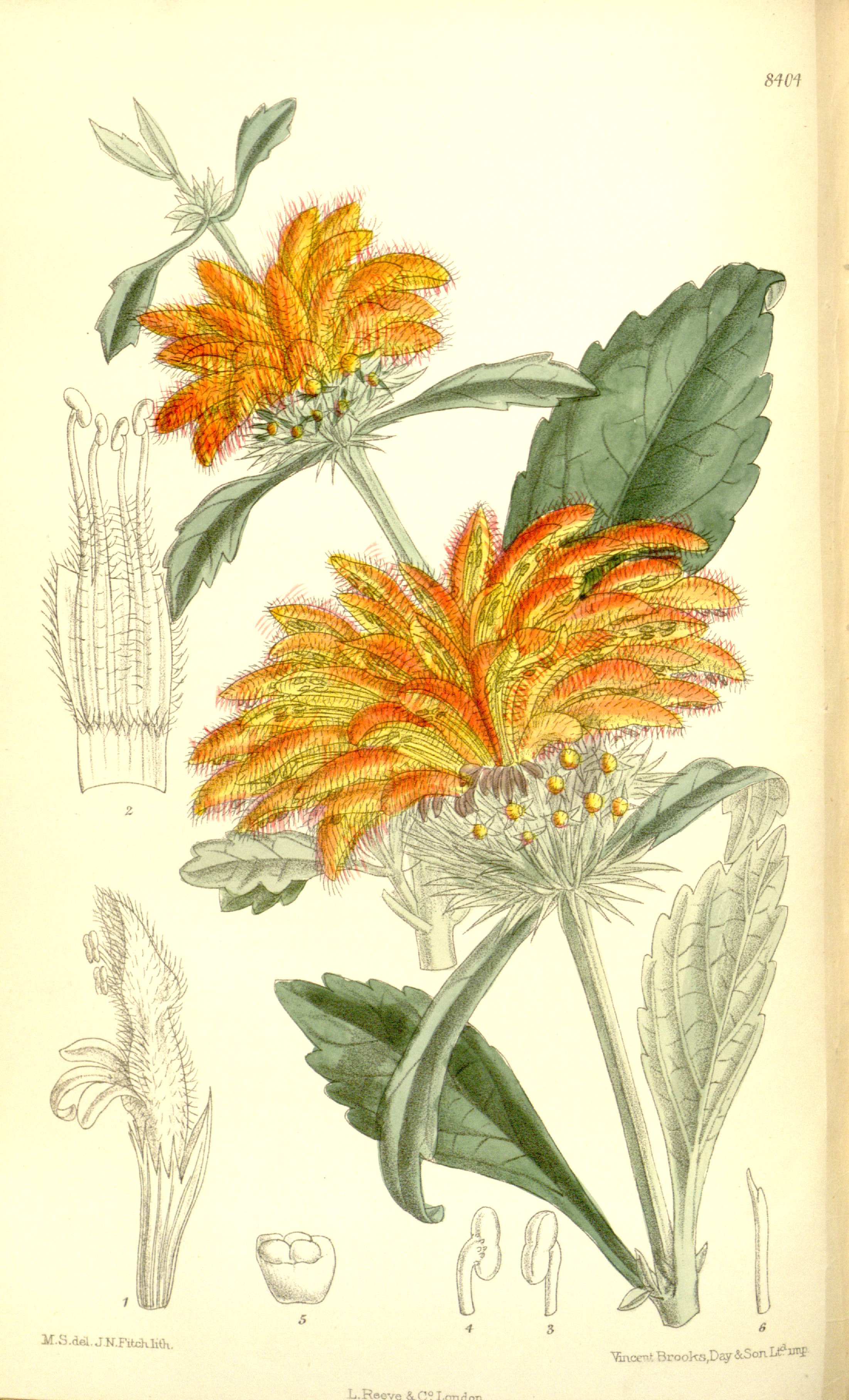
Illustration von Leonotis ocymifolia

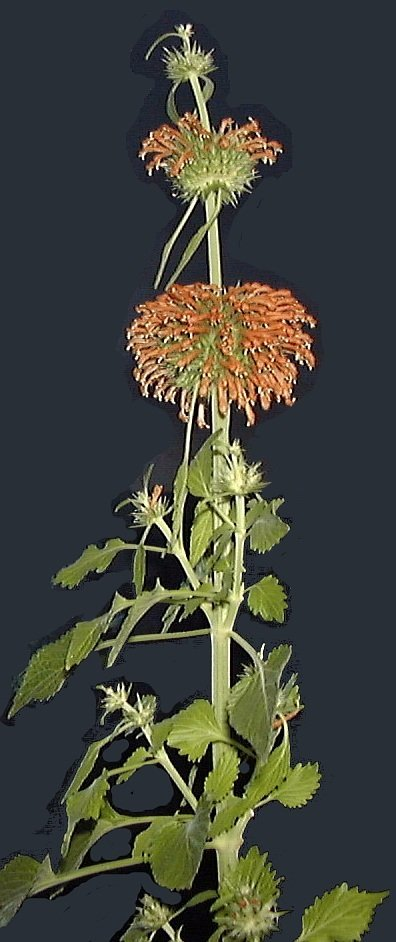
Afrikanisches Löwenohr (Leonotis leonurus)

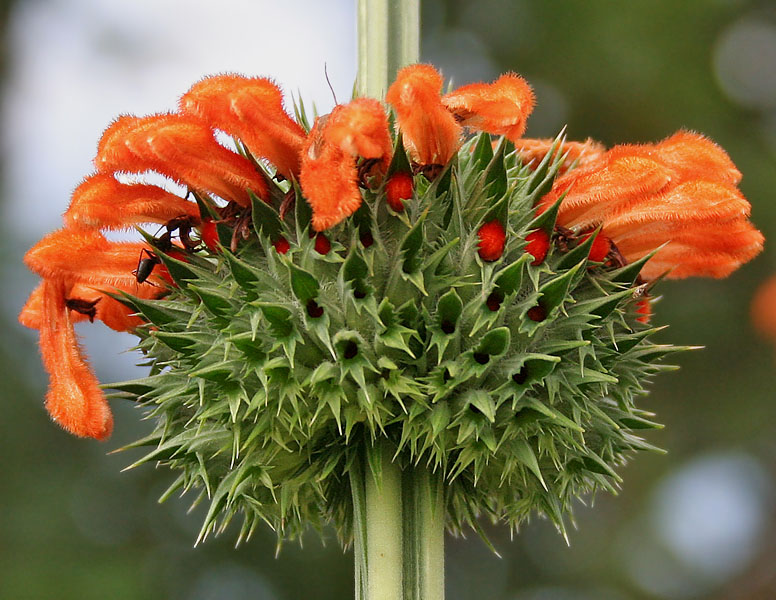
Leonotis nepetifolia, Ausschnitt eines Blütenstandes mit zygomorphen Blüten und behaarten, orangefarbenen Blütenkronen und grünen Blütenkelchen mit spitzen Kelchzähnen

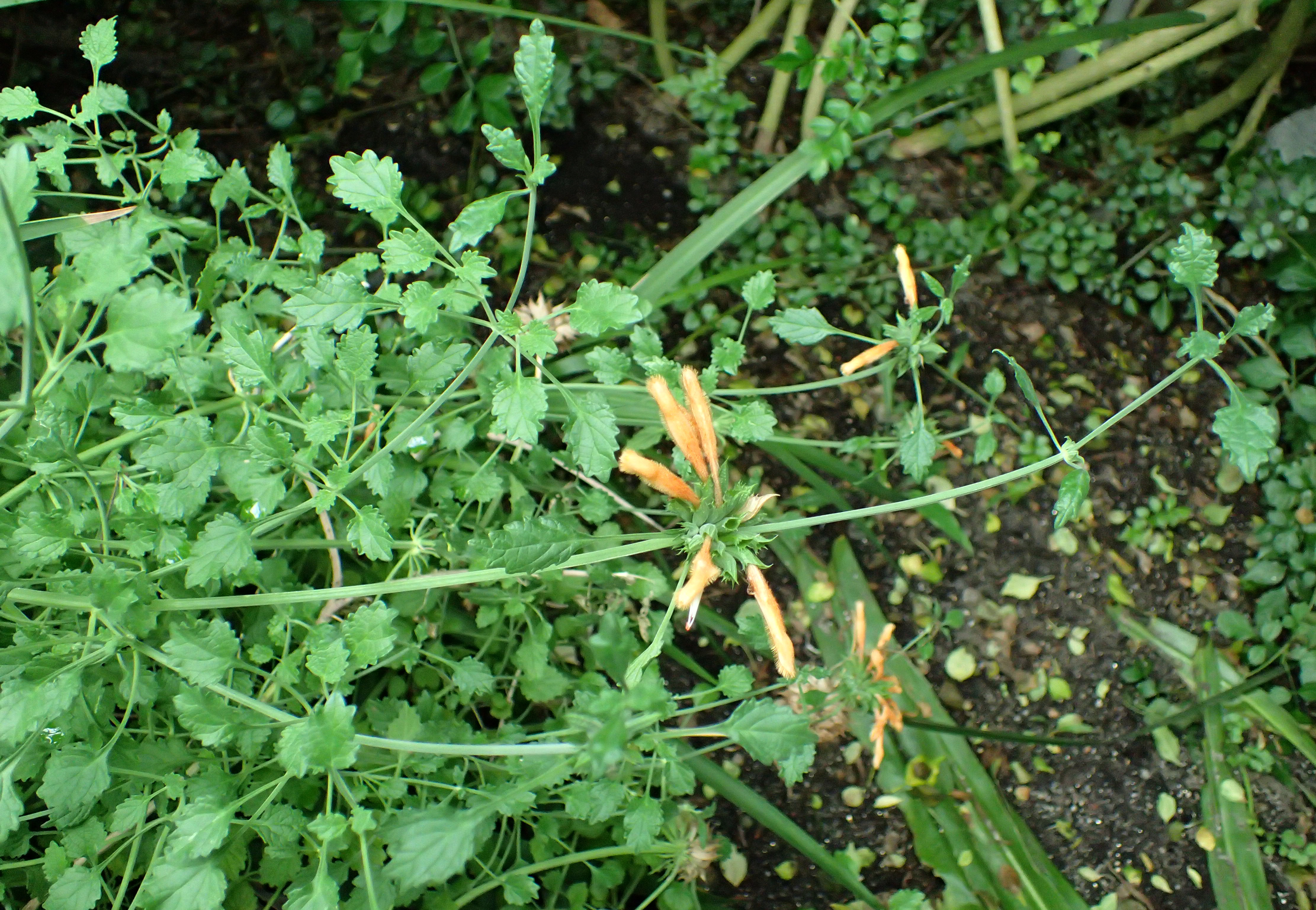
Leonotis ocymifolia

### Erscheinungsbild und Blätter
Leonotis-Arten wachsen als einjährige bis immergrüne, ausdauernde krautige Pflanzen oder Halbsträucher, die Wuchshöhen von meist 0,6 bis 2, selten bis zu 5 Metern erreichen. Sie enthalten ätherische Öle und duften dadurch aromatisch. Die meisten Pflanzenteile sind behaart. Junge Stängel sind meist vierkantig.
Die gegenständigen Laubblätter sind in Blattstiel und Blattspreite gegliedert. Die einfachen Blattspreiten sind flach und eiförmig bis lanzettlich. Der Blattrand kann ganz, gekerbt oder gesägt sein. Nebenblätter fehlen.

### Blütenstände, Blüten und Früchte
Der Gesamtblütenstand setzt sich aus mehreren (drei bis elf), achselständigen, voneinander entfernt am Stängel angeordneten, dichten, vielblütigen, fast kugeligen Scheinquirlen zusammen. Die Tragblätter sind laubblattartig und die Deckblätter sind länglich, oft mit einer dornigen Spitze. Es sind Blütenstiele vorhanden.
Die auffälligen, zwittrigen Blüten sind zygomorph und fünfzählig mit doppelter Blütenhülle. Die fünf Kelchblätter sind röhrig verwachsen und die Kelchröhre endet in acht bis zehn Kelchzähnen, oft mit einer dornigen Spitze. Die fünf leuchtend orangefarbenen bis weißen Kronblätter sind zu einer gebogenen Kronröhre verwachsen, die zweilippig endet. Die Oberlippe ist dicht behaart. Die Unterlippe ist dreilappig. Es ist ein Kreis mit vier fertilen Staubblättern vorhanden; das untere Paar ist deutlich länger. Zwei Fruchtblätter sind zu einem oberständigen Fruchtknoten verwachsen, der oft durch eine „Falsche Scheidewand“ in vier Kammern geteilt ist. Der Griffel endet in einer kleinen, zweilappigen Narbe.
Die Klausenfrüchte zerfallen in selten nur zwei, meist vier Klausen.

## Systematik und Verbreitung
Die Erstveröffentlichung erfolgte 1807 als Untergattung Phlomis subg. Leonotis Pers. durch Christian Hendrik Persoon in Synopsis Plantarum: seu Enchiridium botanicum, Band 2, Seite 127. Den Rang einer Gattung hat Leonotis 1810 durch Robert Brown in Prodromus Florae Novae Hollandiae, Seite 504 erhalten. Der botanische Gattungsname Leonotis ist von den griechischen Wörtern leon, leontos für Löwe und otos für Ohr abgeleitet und bezieht sich auf die Form der Blütenkrone. Synonyme für Leonotis (Pers.) R.Br. sind: Leonurus Mill. nom. illeg., Hemisodon Raf.
Leonotis ist in dem Umfang von 2003 nicht monophyletisch, es könnte sein, dass ihre Arten in eine dann artenreiche Gattung Leucas R.Br. gestellt werden.
Alle Leonotis-Arten sind im tropischen bis südlichen Afrika beheimatet. Eine Ausnahme bildet die Art Leonotis nepetifolia, die zusätzlich in Südindien und in der Neuen Welt anzutreffen ist; in Australien gilt diese Art als invasive Pflanze.
Es gibt etwa neun (30 bis 40) Leonotis-Arten:
- Leonotis decadonta Gürke: Die drei Varietäten sind von Ruanda bis zum südlichen tropischen Afrika.[2]
- Leonotis goetzei Gürke: Sie kommt nur im südwestlichen Tansania vor.[2]
- Leonotis grandis Iwarsson & Y.B.Harv.: Sie wurde 2003 erstbeschrieben und kommt vom südlichen Tansania über Malawi bis zum nordöstlichen Sambia vor.[2]
- Afrikanisches Löwenohr, Großblättriges Löwenohr (Leonotis leonurus (L.) R.Br.): Es kommt im südlichen Afrika vor.[2]
- Leonotis myricifolia Iwarsson & Y.B.Harv.: Sie wurde 2003 erstbeschrieben und kommt vom südwestlichen Tansania über Malawi bis zum östlichen Sambia vor.[2]
- Leonotis myrothamnifolia Iwarsson & Y.B.Harv.: Sie wurde 2003 erstbeschrieben und kommt nur in Malawi und in Sambia (nur an den Mafinga Hills) vor.[2]
- Kleinblättriges Löwenohr (Leonotis nepetifolia (L.) R.Br.): Die zwei Varietäten sind in Afrika und auf dem Indischen Subkontinent verbreitet. Die Nominatform ist in vielen Gebieten der Welt ein Neophyt.[2] Ihre Chromosomenzahl beträgt 2n = 24 oder 26.[4]
- Leonotis ocymifolia (Burm. f.) Iwarsson (Syn.: Leonotis leonitis (L.) R.Br., Leonotis ovata Spreng., Leonotis parvifolia Benth., Leonotis capensis Raf., Leonotis dubia E.Mey. ex Benth., Leonotis mollis Benth., Leonotis hirtiflora Benth., Leonotis leonitis var. hirtiflora (Benth.) Skan): Die drei Varietäten sind von Eritrea bis zum südlichen Afrika weitverbreitet.[2]
- Leonotis pole-evansii Hutch.: Sie kommt nur im nördlichen und zentralen Sambia vor.[2]

## Nutzung
Einige Arten und ihre Sorten werden als Zierpflanzen verwendet.